# Dioscorea remotiflora

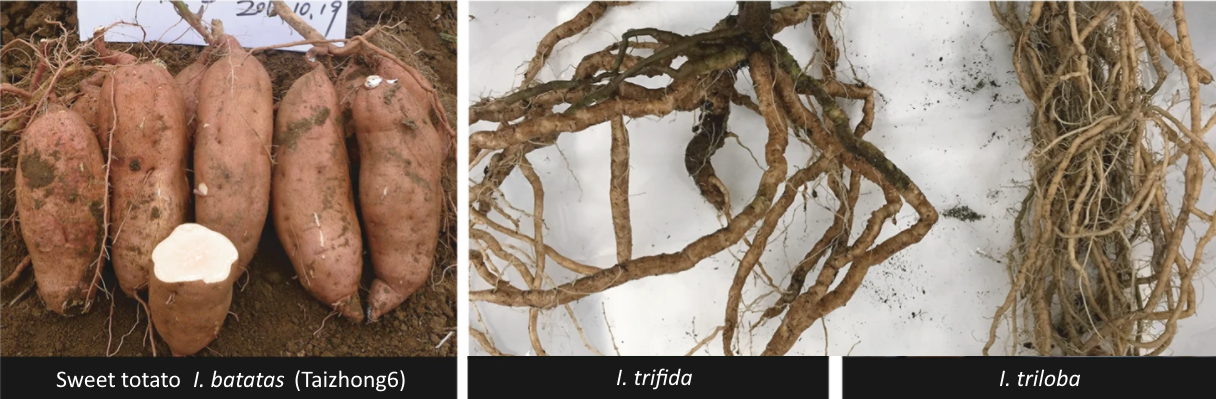
Camote y parientes silvestres

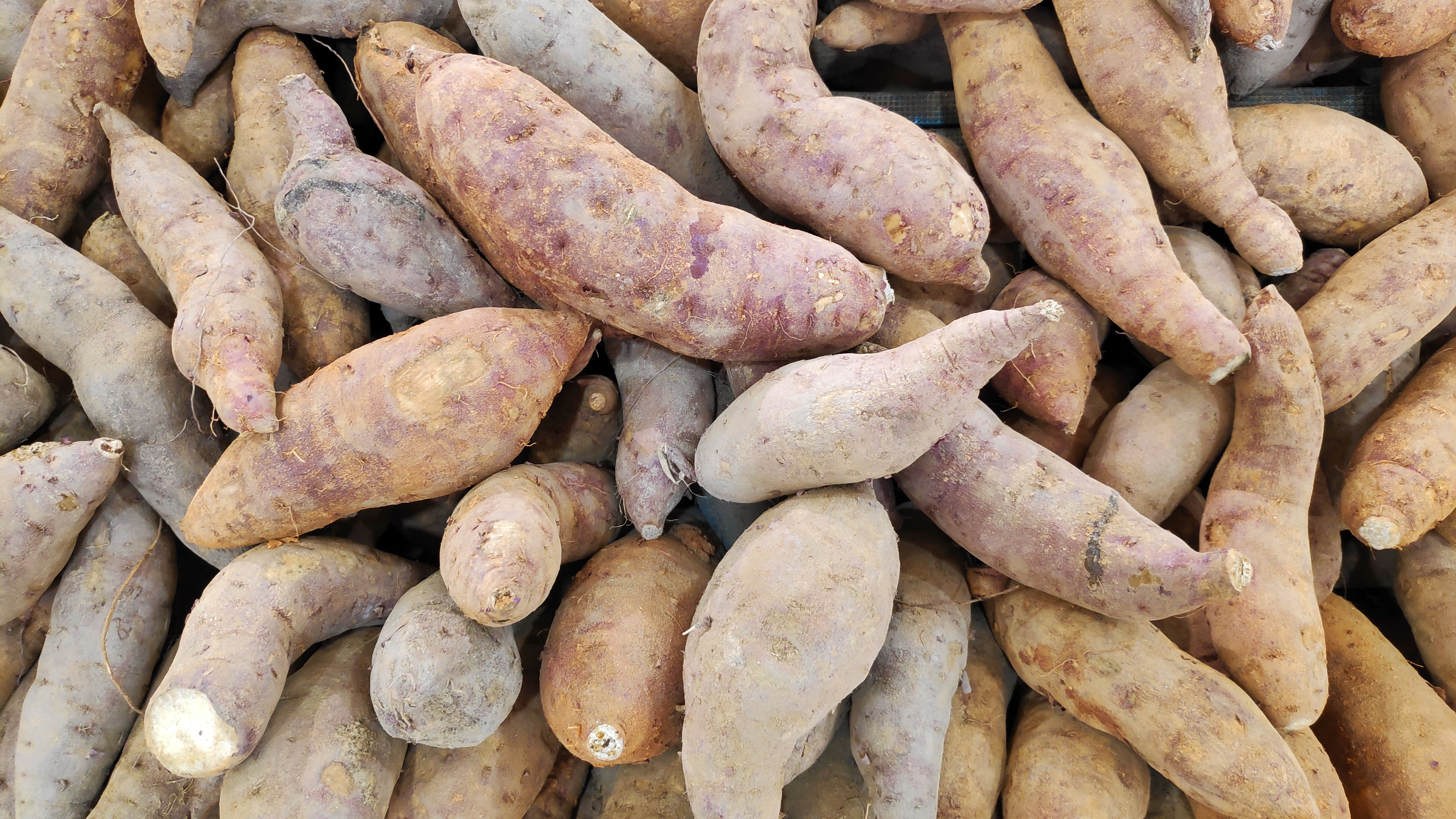
camote

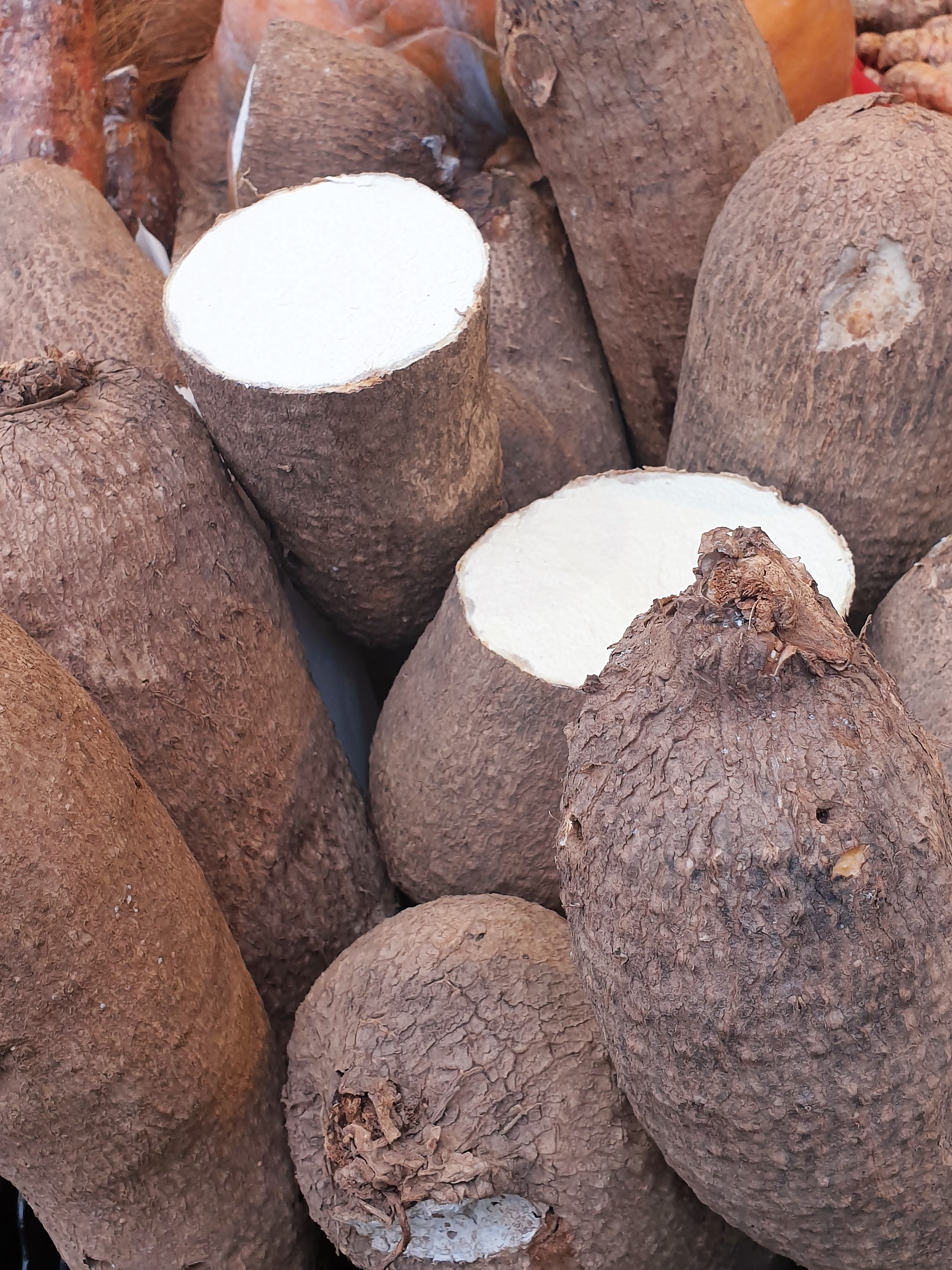
camote de cerro

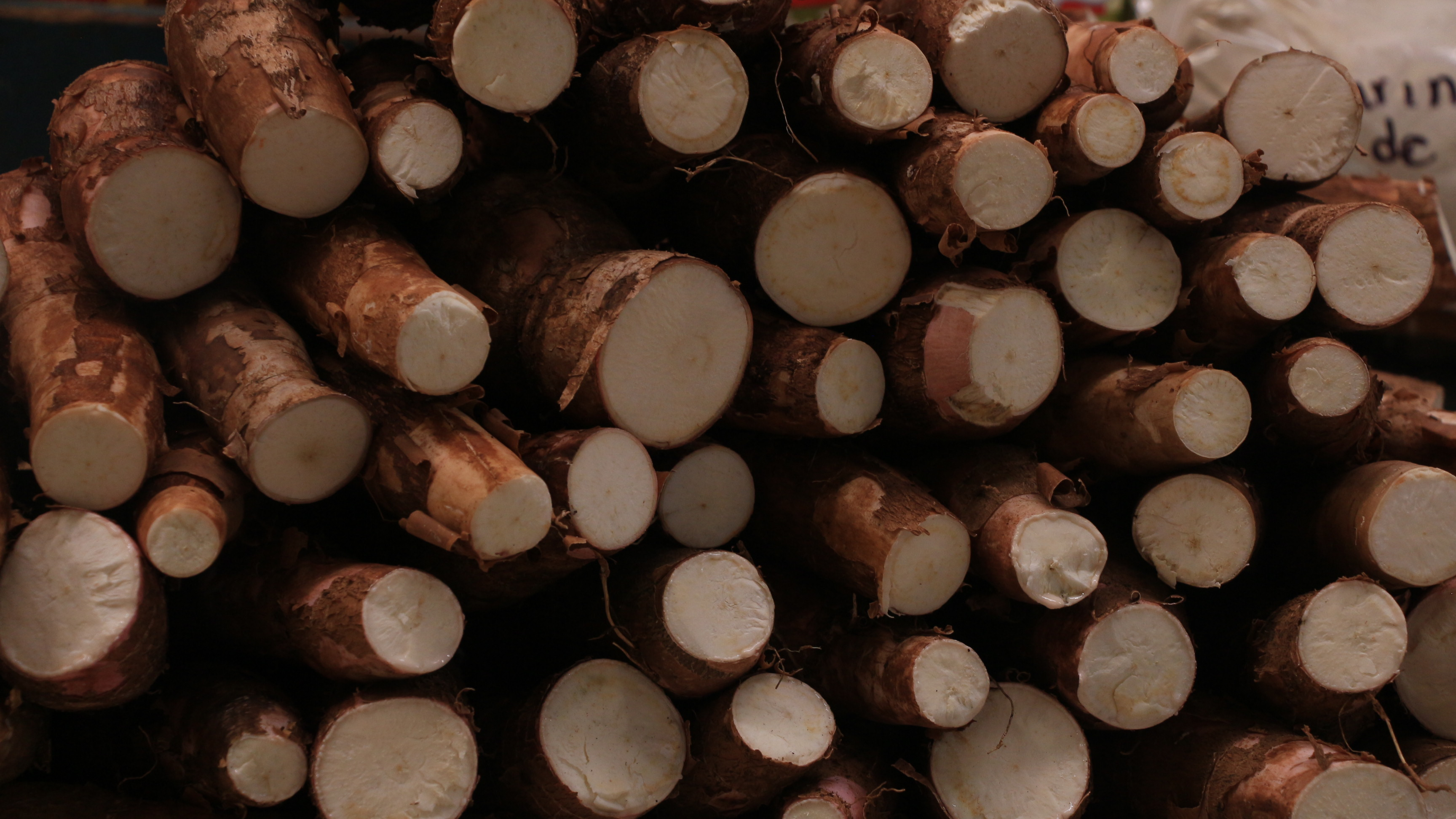
camote del cerro

El camote del cerro o gualacamote (Dioscorea remotiflora) es una especie de planta nativa de las regiones occidentales de México; en la huasteca potosina, en lengua TENEK (huasteco) se le llama LAB IDH (camote real).

## Descripción
El camote del cerro es una planta trepadora presente en los bosques del trópico seco caducifolio cuyo tubérculo comestible se recolecta para autoconsumo y venta. Dicha recolección se da entre los meses de agosto y octubre.

## Usos
El tubérculo comestible se consume cocido y servido con limón, sal y chile en polvo como antojito nutritivo.
También se prepara un rico atole endulzado con piloncillo y canela, el cual tiene un sabor muy parecido al atole de avena.

## Beneficios
Esta planta se utiliza como forraje, la aparte aérea  para  animales es muy rica en fibra y en proteínas, el tubérculo, la parte comestible para los humanos, también es muy rica en fibra, se han hechos análisis en el laboratorio de la unidad académica de Agricultura que han reportado  un porcentaje muy alto en fibra, de manera que se realizará más adelante un análisis para determinar los componentes que la representan en el caso del tubérculo para consumo humano.
El tubérculo de esta planta se está utilizando también para atenuar el problema de la menopausia; no se sabe exactamente cómo funciona, pero sí se sabe que es un atenuante en los problemas difíciles en esta etapa de la mujer.